# Benedikt Saller
Benedikt Saller (München, 1992. szeptember 22. –) német labdarúgó, az SSV Jahn Regensburg középpályása.

## Pályafutása

### Klubcsapatokban
Saller 2009-ben a TSV 1860 München ifjúsági csapatától került az 1. FSV Mainz 05 utánpótlásközpontjába. 2011 januárjától a mainziak második csapatának keretéhez tartozott. 2013 májusában debütált az első csapatban a Bundesligában. 2016 nyarán a Mainz nem hosszabbította meg a szerződését. A német labdarúgó addig összesen 16 Bundesliga-mérkőzésen lépett pályára és ezeken két gólt szerzett a Mainz 05 színeiben, valamint 127 Regionalliga meccsen játszott a második csapatban.
2016. augusztus 10-én kétéves szerződést írt alá a harmadosztályú SSV Jahn Regensburggal, és a szezon végén feljutott a csapattal a 2. Bundesligába.

### A válogatottban
2009 decemberében Saller három összecsapáson kapott lehetőséget a német U18-as válogatottban, és egy gólt lőtt.